# Дані Раба
Дані Раба (ісп. Dani Raba, нар. 29 жовтня 1995, Сантандер) — іспанський футболіст, нападник клубу «Леганес».

## Ігрова кар'єра
Народився 29 жовтня 1995 року в місті Сантандер. Його першою командою був клуб «Касаланс» (ісп. CD Calasanz de Santander) з рідного міста. Пізніше він був частиною кантабрійського клубу «Бансандер» (ісп. Club Bansander), з яким він грав у молодіжній команді.
В липні 2014 року у віці 19 років Дані потрапив у «Вільярреал» і відразу був заявлений за третю команду. У дорослому футболі дебютував 30 серпня 2014 року вийшовши на заміну замість Маріо Гонсалеса в матчі Терсери проти «Кастельйона» (1:3). Загалом же там Раба провів два сезони, взявши участь у 54 матчах чемпіонату. Більшість часу, проведеного у складі У складі, був основним гравцем атакувальної ланки команди.
3 січня 2016 року Раба дебютував за «Вільярреал Б», замінивши Альфонсо Педрасу в матчі Сегунди B проти «Еспаньйола Б» (2:2). З сезону 2016/17 став виступати виключно за дубль і продовжив контракт з клубом 4 червня 2017 року.
25 жовтня 2017 року Раба дебютував у першій команді, замінивши Лео Суареса в матчі Кубка Іспанії проти «Понферрадіни» (0:1). 5 листопада він дебютував у Ла-Лізі, замінивши Карлоса Бакку у матчі проти «Малаги» (2:0). 23 листопада 2017 року забив перший гол на вищому рівні, допомігши своїй команді здобути перемогу 3:2 над казахстанською «Астаною» у груповому етапі Ліги Європи УЄФА. Десять днів потому він забив перший гол у Ла Лізі в грі проти «Леганеса» (1:3). Станом на 12 лютого 2018 року відіграв за вільярреальський клуб 9 матчів в національному чемпіонаті.

## Статистика виступів

### Статистика клубних виступів
| Сезон             | Команда           | Чемпіонат         | Чемпіонат | Чемпіонат | Національний кубок | Національний кубок | Національний кубок | Континентальні кубки | Континентальні кубки | Континентальні кубки | Інші змагання | Інші змагання | Інші змагання | Усього | Усього | Усього |
| Сезон             | Команда           | Ліга              | Ігор      | Голів     | Ліга               | Ігор               | Голів              | Ліга                 | Ігор                 | Голів                | Ліга          | Ігор          | Голів         | Ігор   | Голів  |        |
| ----------------- | ----------------- | ----------------- | --------- | --------- | ------------------ | ------------------ | ------------------ | -------------------- | -------------------- | -------------------- | ------------- | ------------- | ------------- | ------ | ------ | ------ |
| 2017–18           | «Вільярреал»      | ПД                | 5         | 1         | КІ                 | 2                  | 0                  | ЛЄ                   | 2                    | 1                    |               | -             | -             | 9      | 2      |        |
| Усього за кар'єру | Усього за кар'єру | Усього за кар'єру | 5         | 1         |                    | 2                  | 0                  |                      | 2                    | 1                    |               | -             | -             | 9      | 2      |        |

## Досягнення
«Вільярреал»
- Володар Ліги Європи УЄФА: 2020-21